# Plectropomus laevis
Espèce
Statut de conservation UICN

 LC  : Préoccupation mineure
Plectropomus laevis est une espèce de poissons de la famille Epinephelinae qui est aussi celle des mérous.

## Description et caractéristiques
Ce poisson atteint 125 cm de longueur et pèse jusqu'à 24,2 kg. Il intéresse parfois le commerce aquariophile.

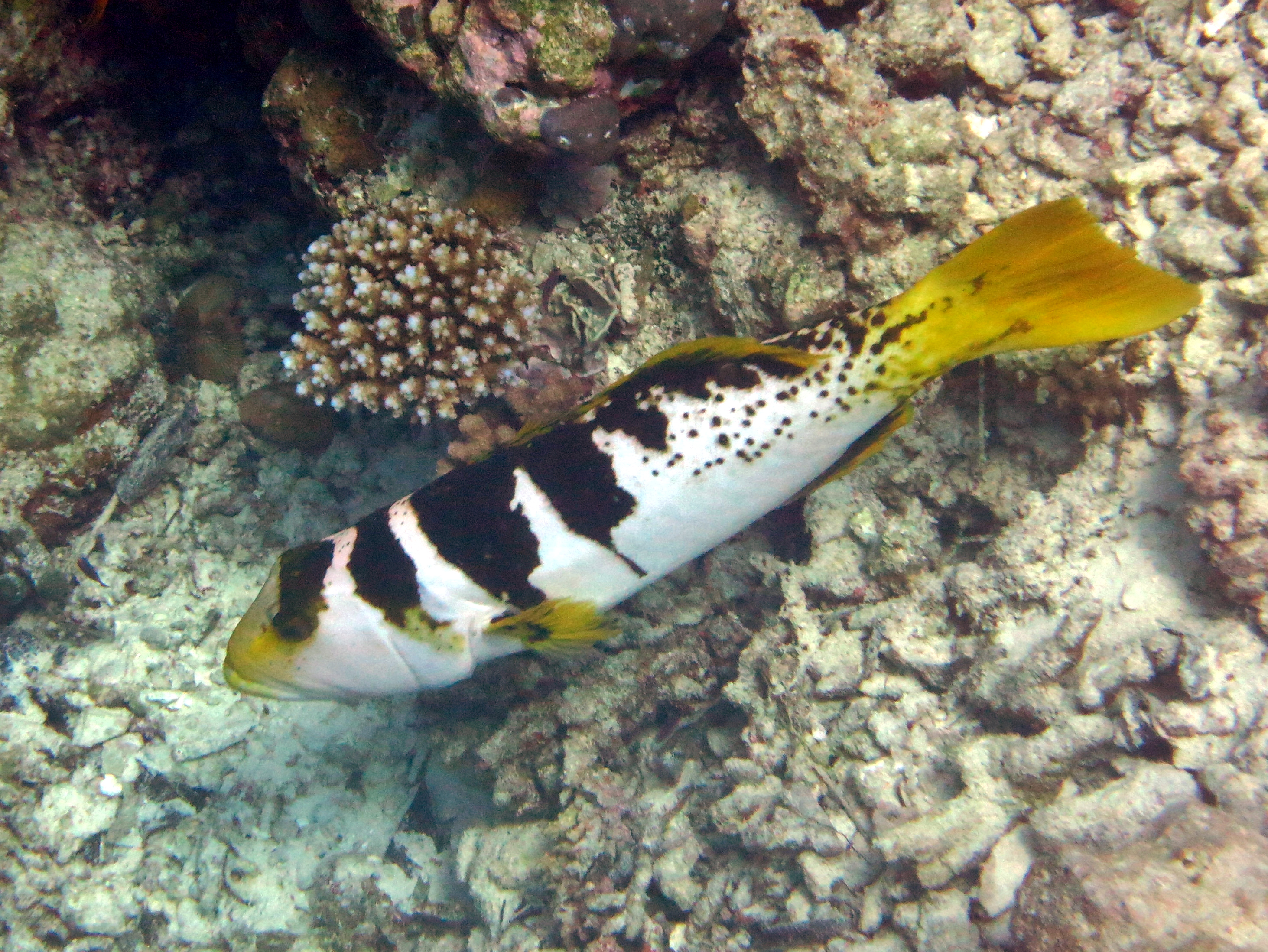
Juvénile
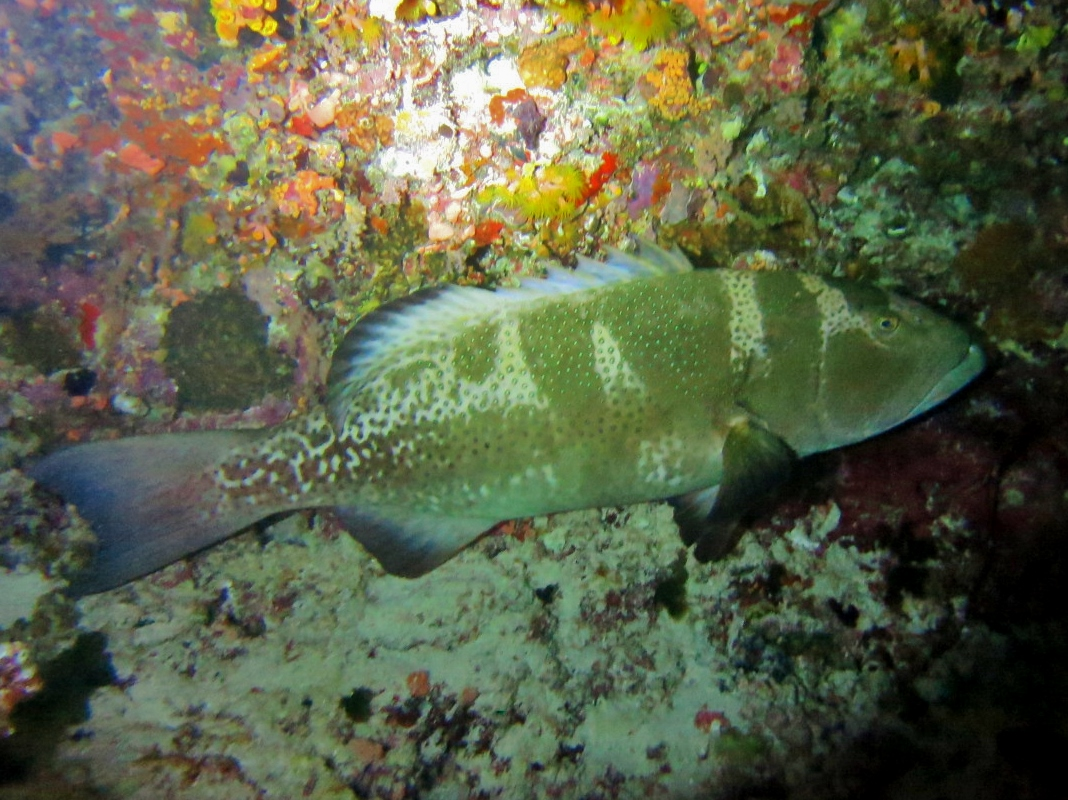
Adulte

## Habitat et répartition
Ce poisson est originaire du bassin Indo-Pacifique tropical.
On retrouve ce poisson dans l'océan Indien, dans les eaux des Seychelles, plutôt dans les îles éloignées du plateau de Mahé, telles les amirantes Farquhar, coetivy, etc. Il n’est pas rare de voir des spécimens de dix kg vivant à environ vingt-cinq mètres de fond.